# Brigade mixte mobile
Pour les articles homonymes, voir BMM et Brigade mobile.
La Brigade mixte mobile (BMM) est une ancienne unité de police paramilitaire du Cameroun, dont la plus importante était située à Yaoundé.
La brigade exploitait certaines prisons et lieux de torture pour prisonniers politiques dans le pays.
Il existait des BMM dans d'autres villes (Douala, Édéa, Nkongsamba, Bamenda, Kumba, Dschang..). Comme leur nom l'indique, elles rayonnaient depuis leurs bases.
La BMM de Yaoundé a été remplacée par la prison centrale de Kondengui.

## Crédits de traduction
- (en) Cet article est partiellement ou en totalité issu de l’article de Wikipédia en anglais intitulé « Brigade Mixte Mobile » (voir la liste des auteurs).